# شمین‌هازا
شِمیِن‌هازا (به مجاری:  Semjénháza) یک منطقهٔ مسکونی در مجارستان است که در زالا واقع شده‌است.